# Ken Henry Johnsen

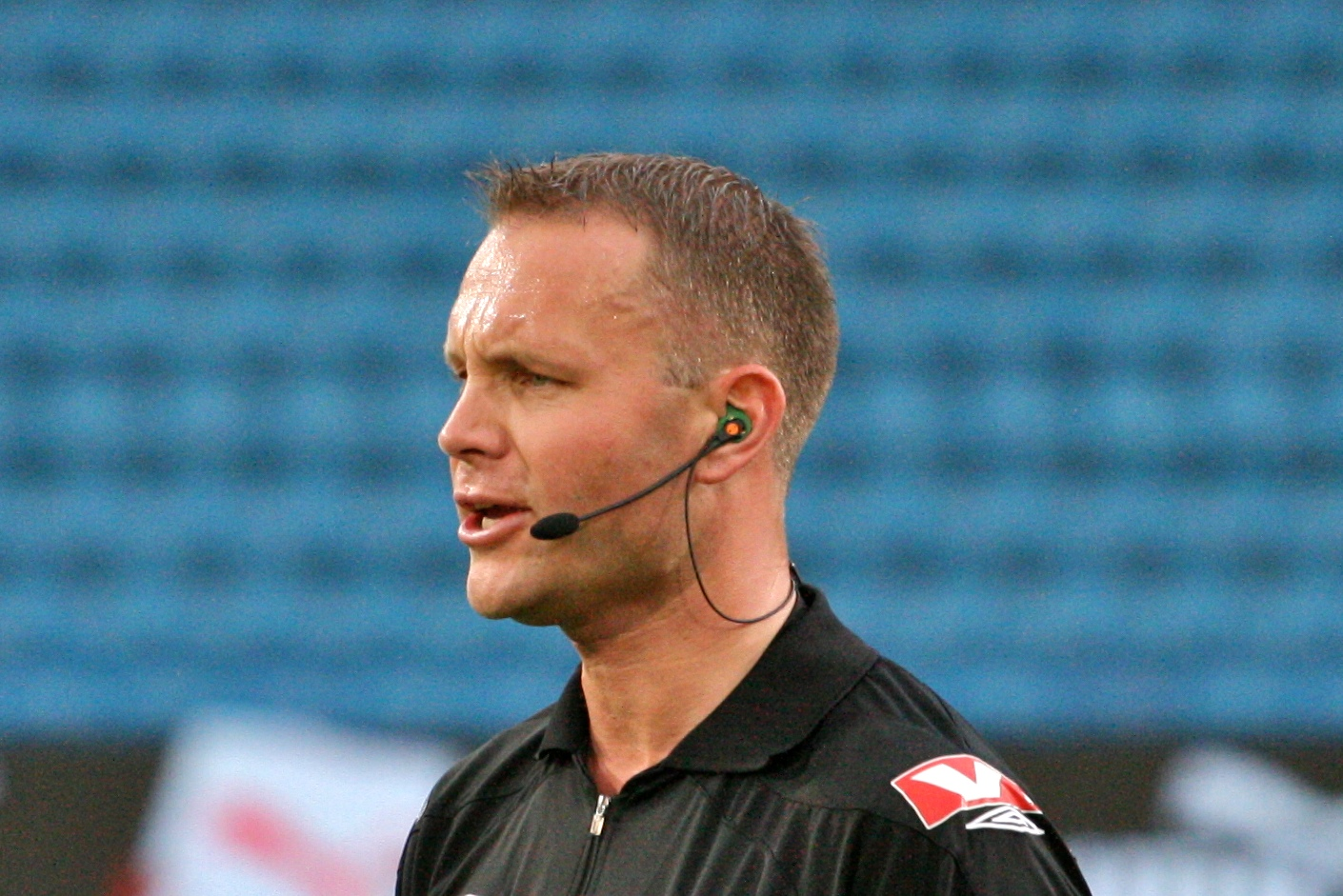
Ken Henry Johnsen (2009)

Ken Henry Johnsen (* 28. Juli 1975) ist ein ehemaliger norwegischer Fußballschiedsrichter.
Johnsen leitete von 2007 bis 2016 insgesamt 131 Spiele in der norwegischen Eliteserien.
Von 2010 bis 2016 stand Johnsen auf der Liste der FIFA-Schiedsrichter und pfiff internationale Fußballspiele, darunter Spiele in der Qualifikation zur Champions League und zur Europa League sowie diverse weitere Qualifikations- und Freundschaftsspiele. Bei der Europameisterschaft 2016 in Frankreich wurde er als Torschiedsrichter im Team von Svein Oddvar Moen eingesetzt.
Am 22. November 2015 pfiff Johnsen das Finale des Norwegischen Fußballpokals 2015 zwischen Rosenborg Trondheim und Sarpsborg 08 FF (2:0).